# غذا بازی(فتیش جنسی)
غذابازی که با نام سیتوفیلیا نیز شناخته می‌شود، به نوعی فتیشیسم جنسی اشاره دارد که دارندگان آن با موقعیت‌های شهوانی مرتبط با غذا و خوراکی به برانگیختگی جنسی می‌رسند.

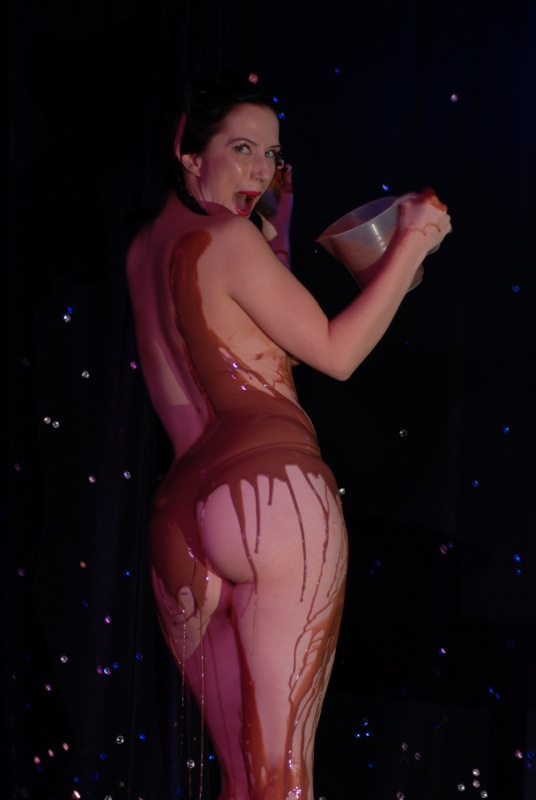
یک رقصنده‌ی زن نئوبورلسک که به‌عنوان بخشی از یک نمایش استریپ‌تیز، سس شکلات روی خودش می‌ریزد.

غذا بازی با تعدادی از فتیش‌ها، از جمله فتیشیسم خیس و کثیف، فیدریسم و نیوتایموری، همپوشانی دارد. این اختلال از وورارفیلیا(Vorarephilia) متمایز می‌شود، زیرا غذابازی خوراکی‌ها را جنسی‌انگاری(Fetishize) کرده درحالیکه وورارفیلیا عمل بلعیدن یک موجود زنده یا زنده‌زنده خورده‌شدن را جنسی می‌کند.

## عملکرد
هر غذایی بسته به زمینه مورد بحث و بیننده آن، می‌تواند شهوانی تلقی شود.
برخی خوراکی‌ها، مانند موز و هات‌داگ ، به دلیل شباهت شکل‌شان به آلت تناسلی مردانه، معمولاً به عنوان اشیاء جنسی درنظر گرفته می‌شوند. خوردنی‌هایی که می‌توان آنها را از روی بدن افراد دیگر خورد، مانند خامه زده‌شده یا شکلات آب‌شده نیز، به‌ویژه در فرهنگ عامه محبوبیت جنسی و فتیشیسم خود را دارا هستند.
ادعا می‌شود برخی از غذاها و گیاهان دارویی باعث برانگیختگی جنسی شده و می‌توانند مفاهیم جنسی داشته‌باشند. صدف دریایی و جینسینگ از این دسته خوراکی‌ها می‌باشند.
دستگاه‌های دیلدوساز خانگی‌ای تولید شده‌اند که با استفاده از آنها می‌توان خوراکی‌ها را به شکل آلت تناسلی درآورد تا دخول راحت‌تر و آسان صورت گیرد.

## نوشیدنی الکلی

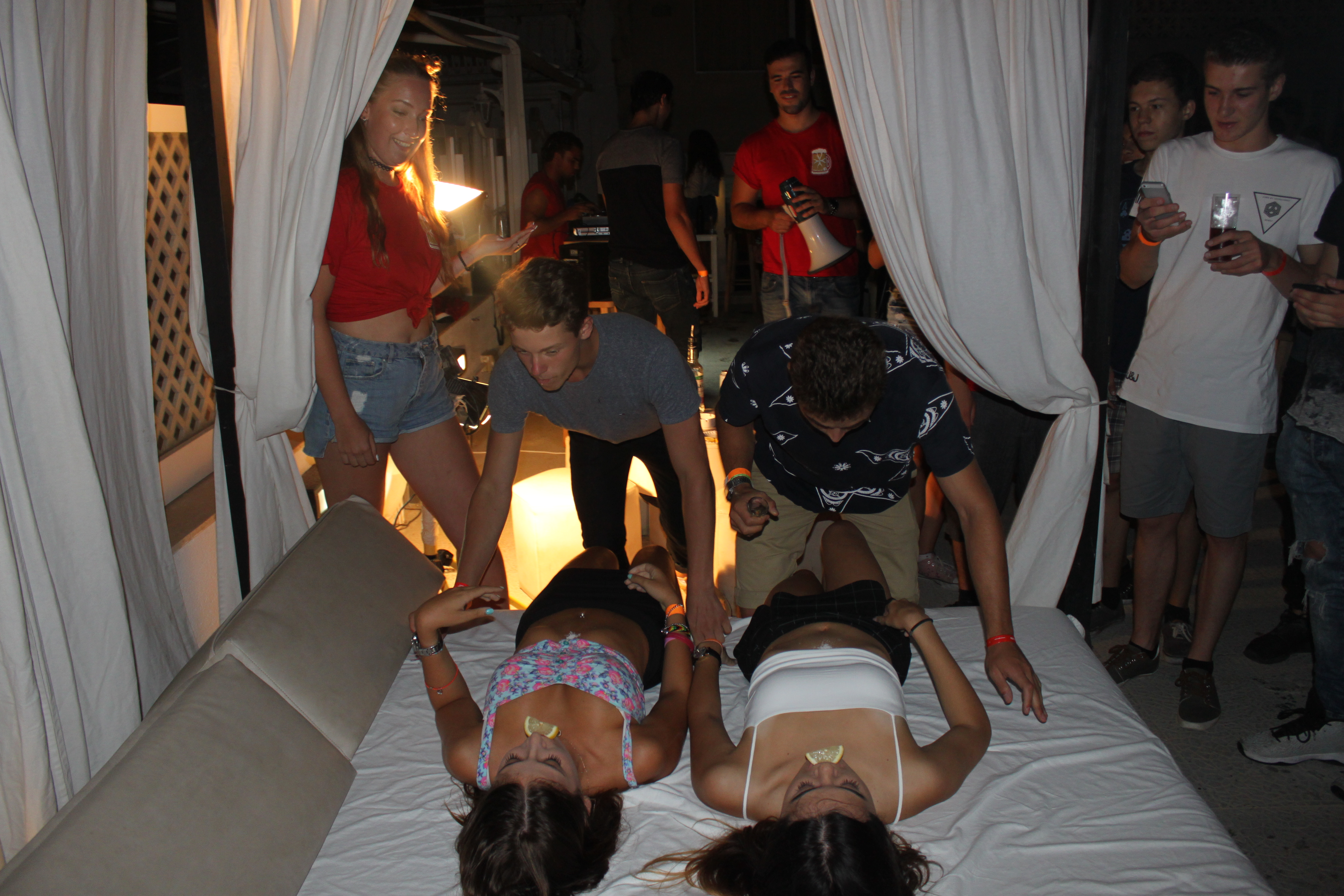
دو زن درحال آماده‌شدن برای بادی شات.

بادی‌شات، شاتی از هر نوع نوشیدنی الکلی است که از طریق بدن یک فرد دیگر مصرف شود. شات‌های بدنی یا با برداشتن و گرفتن شات از لیوانی بر روی بدن افراد انجام می‌شوند، یا که شات الکل روی بدن آن فرد ریخته‌شده و توسط شخص دیگری لیس زده می‌شود. اصطلاح «بادی‌شات» همچنین می‌تواند به معنای انواع دیگر مراسمات نوشیدن الکلی‌جات که شامل استفاده از بدن اشخاص دیگر می‌شود نیز باشد، مانند گرفتن شات الکل و سپس لیسیدن نمک از روی بدن شخصی دیگر. 
واکامِزاکه (わかめ酒)، همچنین شناخته‌شده به نام‌های واکامه ساکه و ساکه‌ی جلبک دریایی، عملی جنسی در ژاپن است که شامل نوشیدن الکل از روی بدن زنان می‌شود. در این عمل جنسی، زن ران‌هایش را به قدری به‌هم نزدیک می‌کند که فضای سه‌گوشه‌‌ی بین ران‌ها و تپه ونوس زن، تنگ شده و شکل فنجان به خود می‌گیرد. سپس او، ساکه یا همان عرق برنج را به‌آرامی بر روی سینه‌های خود ریخته و تا پایین به درون این فضای مثلثی فنجانی‌شکل، هدایت می‌کند.
پس از این، شریک جنسی زن نوشیدنی ساکه را از آن ناحیه از بدن زن می‌نوشد. نام این عمل از آنجا می‌آید که موی شرمگاهی زنان، اکثرا در ساکه وارد می‌شود و بر روی این نوشیدنی معلق می‌ماند و این تصویر، نمایانگر جلبک‌های دریایی نرم ژاپنی یا همان واکامه معلق بر سطح دریا، برای مردان ژاپنی می‌باشد.

## همچنین ببینید
- غذا و تمایلات جنسی
- نیوتایموری
- وورافیلیا
- فتیشیسم خیس و کثیف